# Eugène Gatelet

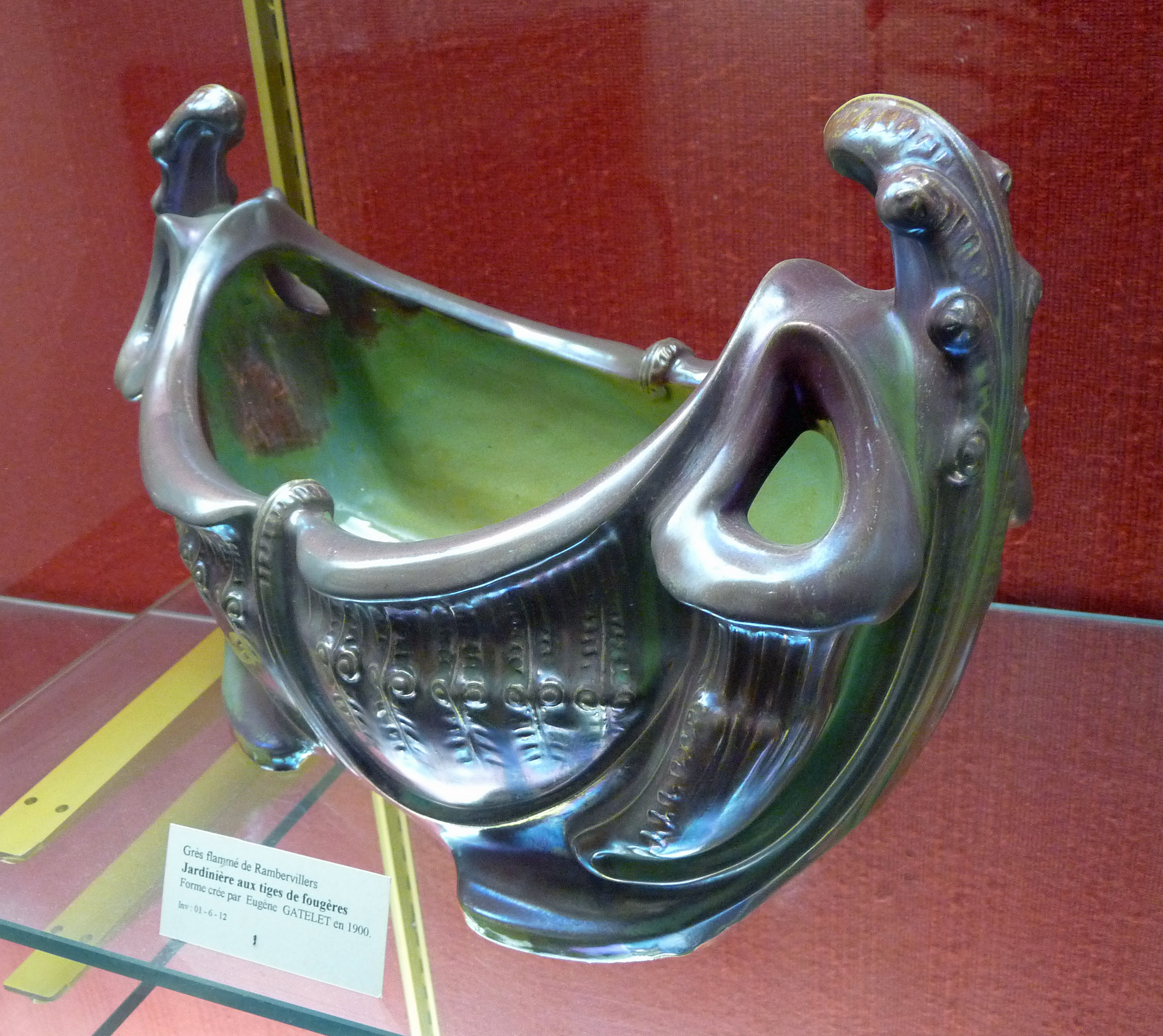
Jardinière aux tiges de fougères (jarsinera de tallos de helecho), gres flameado de Rambervillers, diseño de Eugène Gatelet de 1900 (Museo Charles de Bruyères)

Eugène Charles Gatelet (9 de marzo de 1874 en Nancy - 1 de enero de 1932), fue un escultor y modelador francés. 

## Datos biográficos
Aunque no fue un miembro oficial del Comité Directivo de la École de Nancy , sin embargo, se incluye dentro del grupo de artistas del Art Nouveau en Lorena. Fue, en particular, artista modelador con Louis Majorelle del que hizo el retrato.

## Obras
El monumento de bronce y granito en el cementerio Nacional de Champenoux ( Meurthe-et-Moselle ) erigido en 1921, es obra de Eugene Gatelet, que también realizó, en 1924, el bronce esculpido que adorna el monumento a los muertos de la necrópolis de Courbesseaux.
En el Salón de 1930 Eugène Gatelet expuso una estatua de yeso titulada Le père aveugle - el padre ciego.